# Antónis Georgallídis
Antónis Georgallídis (en grec moderne : Αντώνης Γεωργαλλίδης), plus souvent appelé Antónis Yorgallídis, né le 30 janvier 1982 à Larnaca en Chypre, est un footballeur international chypriote, qui évolue au poste de gardien de but.

## Biographie

### Carrière de joueur
Antónis Georgallídis dispute 9 matchs en Ligue des champions, et 19 matchs en Ligue Europa,.

### Carrière internationale
Antónis Georgallídis compte 63 sélections avec l'équipe de Chypre depuis 2005. 
Il est convoqué pour la première fois par le sélectionneur national Ángelos Anastasiádis pour un match amical contre la Finlande le 9 février 2005 (défaite 2-1).
Il participe avec la sélection chypriote aux éliminatoires du mondial 2010 puis aux éliminatoires de la Coupe du monde 2014.

## Palmarès
Anorthosis Famagouste
- Champion de Chypre en 2000 et 2005.
- Vainqueur de la Coupe de Chypre en 2002 et 2003.

 Omonia Nicosie
- Champion de Chypre en 2010.
- Vainqueur de la Coupe de Chypre en 2011 et 2012.
- Vainqueur de la Supercoupe de Chypre en 2010.

AEK Larnaca
- Championnat de Chypre :
  - Vice-Champion : 2017